# Moustapha Akkad
Pour les articles homonymes, voir Akkad.
Moustapha Akkad (en arabe مُصْطَفَى ٱلْعَقَّادِ, Muṣṭafā al-ʿaqqādi), né le 1er juillet 1930 à Alep et mort le 11 novembre 2005 à Amman, est un producteur et réalisateur de film américain d'origine syrienne. Disparu lors des attentats-suicides d'Amman du 9 novembre 2005, il était le producteur des Halloween (8 films entre 1978 et 2002) et fut le réalisateur-producteur du Message (1976) et du Lion du désert (1981).

## Biographie
Arrivé aux États-Unis avec 200 $, il étudie la direction et la production de films à l'université de Californie à Los Angeles puis à l'université du Sud de la Californie où il obtient une maîtrise. Il fait la rencontre de Sam Peckinpah qui devient son mentor et l'aide à trouver un emploi de producteur à CBS.

### Premier succès: un film narrant la vie du prophète Mahomet
Il produit et dirige Le Message, avec Anthony Quinn et Irène Papas (dans la version tournée en anglais). La réticence des studios de Hollywood à financer ce projet le pousse à tourner son film et à rechercher des sources de financement à l'étranger. Il consulte plusieurs savants musulmans pour savoir comment ne pas froisser certaines sensibilités et néanmoins pouvoir filmer la biographie de Mahomet. Il déclare dans une interview donnée en 1976 : 
« J'ai fait ce film car il représente un enjeu personnel. En outre, sa production est intéressante, il y a une histoire, une intrigue, une force dramatique. Étant un musulman vivant en Occident, je considère que c'est mon devoir de dire la vérité par rapport à l'islam. C'est une religion qui comporte 700 millions de fidèles, et pourtant, si peu est su à son propos que c'en est surprenant. J'ai pensé que raconter cette histoire créera un pont avec l'Occident. »
Malgré ces précautions, certains cinémas reçurent des menaces [réf. nécessaire] de la part de ceux qui considèrent que le film offense l'islam par la seule représentation de Mahomet, bien que celui-ci ne soit jamais représenté à l'écran, uniquement en caméra subjective.

### Suite de sa carrière
Il produit en 1978 le premier film de la série des Halloween : Halloween, la nuit des masques, ce qui lui vaudra la célébrité. Ce film participe à la création du genre slasher aux États-Unis. Il produira aussi plusieurs des suites narrant les crimes de Michael Myers, le « héros » de la série Halloween.
En 1980, il dirige son deuxième film historique, Le Lion du désert, dans lequel Anthony Quinn incarne Omar al-Mokhtar, chef bédouin qui se battra contre les troupes mussoliniennes dans le désert de Libye. Après avoir reçu un accueil plutôt froid, car il a été en partie financé par des fonds libyens, le film est maintenant reconnu comme une œuvre majeure d'Akkad.
Au moment de sa mort, il était dans le processus de production d'un film avec Sean Connery à propos de Saladin et les croisades pour lequel il avait déjà le script qui serait filmé en Jordanie. Parlant du film, il dit :
«  Saladin dépeint exactement l'Islam. À l'heure actuelle, l'Islam est dépeint comme une religion terroriste. Parce que quelques terroristes sont des musulmans, toute la religion a cette image. Si jamais il y avait une guerre religieuse pleine de terreur, ce sont les Croisades. Mais vous ne pouvez pas blâmer le christianisme parce que quelques aventuriers ont fait cela. Voilà mon message. »

### Mort
Le 9 novembre 2005 à Amman, Akkad et sa fille de 34 ans, Rima Akkad Monla, font partie des victimes d'un attentat visant l'hôtel où ils séjournent, perpétré par des membres d'Al-Qaïda en Irak. Sa fille meurt instantanément, Moustapha Akkad succombe à ses blessures deux jours plus tard dans un hôpital. Le film Halloween réalisé en 2007 par Rob Zombie lui est dédié.
Son fils, Malek Akkad, a depuis repris l'affaire familiale et produit les nouveaux films de la saga Halloween.

## Filmographie

### Comme producteur
- 1976 : Le Message (Mohammad, Messenger of God)
- 1978 : Halloween, la nuit des masques (Halloween)
- 1981 : Le Lion du désert (Lion of the Desert)
- 1981 : Halloween 2
- 1982 : Halloween 3 : Le Sang du sorcier (Halloween III: Season of the Witch)
- 1985 : Le Rendez-vous de la peur (en) (Appointment with Fear)
- 1986 : Free Ride (en)
- 1988 : Halloween 4 : Le Retour de Michael Myers (Halloween 4: The Return of Michael Myers)
- 1989 : Halloween 5 : La Revanche de Michael Myers (Halloween 5: The Revenge of Michael Myers)
- 1995 : Halloween 6 : La Malédiction de Michael Myers (Halloween: The Curse of Michael Myers)
- 1998 : Halloween, 20 ans après (Halloween H20: 20 Years Later)
- 2002 : Halloween : Resurrection (Halloween: Resurrection)

### Comme réalisateur
- 1976 : Le Message (Mohammad, Messenger of God)
- 1981 : Le Lion du désert (Lion of the Desert)